# ناثانيل إيتون
ناثانيل إيتون (بالإنجليزية: Nathaniel Eaton)‏ هو مدرس ‏ أمريكي، ولد في 1610، وتوفي في 1674.